# Éditions Auguste Zurfluh
 (septembre 2024).
Si vous disposez d'ouvrages ou d'articles de référence ou si vous connaissez des sites web de qualité traitant du thème abordé ici, merci de compléter l'article en donnant les références utiles à sa vérifiabilité et en les liant à la section « Notes et références ».
Éditions Auguste Zurfluh est une ancienne maison d'édition fondée en 1909 par le guitariste de l'Opéra-Comique, en reprenant le fonds Pégat. Son objectif était de « mettre la musique à la portée de tous ».
Depuis le début du XXe siècle, la société a publié de nombreux ouvrages d'enseignement musical. Parallèlement la maison a développé un catalogue de librairie musicale (pensées, biographies, analyses musicales) ainsi qu'un catalogue important pour flûte à bec. Depuis 1998, la maison s'était tournée vers la musique contemporaine en éditant les œuvres de Bernard de Vienne et de Max Méreaux.
En outre, depuis 2006, Éditions Auguste Zurfluh a développé un pôle de littérature générale. Par ailleurs, la reprise des Cahiers bleus, une revue littéraire de qualité, en décembre 2007, ancra cette maison dans une volonté d'associer musique et littérature.
Cette maison familiale, établie à Bourg-la-Reine, a été dirigée successivement par le fondateur Auguste Zurfluh, sa fille Sylvie Raynaud-Zurflüh (à l'initiative des Tournois du Royaume de la Musique), Fernand Masson, et depuis 1984, ses propres enfants Isabelle et Gérard Spiers. La liquidation judiciaire de la société a été prononcée par le président du tribunal de commerce de Nanterre par jugement en date du 14 décembre 2010.
Le fond a été repris en partie par les Éditions musicales Robert Martin en 2011. 